# Aditi Mittal
Pour les articles homonymes, voir Mittal.
Aditi Mittal (née le 12 novembre 1987) est une humoriste, actrice et écrivaine indienne. Elle est l'une des premières femmes à faire du théâtre humoristique en Inde.

## Carrière
Aditi Mittal est l’un des visages les plus connus de la scène comique anglophone indienne. En 2009, elle est l'une des 5 premiers indiennes à participer à une émission télévisée réservée aux Indiens appelée Local Heroes, organisée par la société britannique The Comedy Store. Aujourd'hui, elle est habituée de la Canvas Laugh Factory et du Comedy Store Mumbai. Elle se produite dans des festivals d'humour à travers tout le pays, mais aussi dans des clubs au Royaume-Uni et à Laugh Factory, à Los Angeles,.
Adepte de Tina Fey et de Kristen Wiig, Aditi Mittal entre dans le monde du comique après avoir quitté son travail à New York et s'être installée en Inde. Attirée par l’intérêt naissant qu’elle suscite, elle s’entraîne elle-même et passe ensuite à des spectacles[réf. nécessaire].
En 2013, Aditi Mittal est invité par la BBC à participer à la prestigieuse conférence 100 Women à Londres. Elle joue pour la première fois son spectacle solo « Things they wouldn’t let me say » en juillet 2013 à la Canvas Laugh Factory, à Mumbai. La tournée comprend une apparition de la sexologue Dr Mrs. Lutchuke et la star de Bollywood, Dolly Khurana. Elle développe le personnage de Dr Mrs. Lutchuke parce qu’elle dit ne pas n’aimer pas la façon dont les médias décrivent le sexe.
Aditi Mittal est présentée dans le documentaire américain Stand-Up Planet, qui décrit la quête d'une bande dessinée à la recherche des meilleures blagues des quatre coins du monde en développement. Elle est apparue dans le Phenking News de CNN-IBN avec Cyrus Broacha. Elle joue un rôle de premier plan dans la satire politique Jay Hind,. Elle est l'un des membres fondateurs des Ghanta Awards et des Filmfail Awards, deux des plus importants prix de spectacles de parodie en Inde. Elle figure aussi dans Ripping the Decade avec Vir Das, les Fools Gold Awards sur Comedy Central India et Bollywood OMG sur Channel V,,.
Aditi Mittal est présentée sur BBC World et BBC America comme une « pionnière en Inde », et apparaît sur BBC Asia avec RJ Nihal,. Sa verbe est décrite comme « acerbe et tranchant. » Ses blagues couvrent tout, de Oussama Ben Laden aux serviettes hygiéniques, des bambins aux lauréates de Miss India,. Elle dit : « Mon humour est personnel. C'est observationnel. »
Sa série YouTube, Bad Girls, présente des femmes activistes. Le premier épisode, publié en février 2017, était consacré à Nidhi Goyal.

## Distinctions
Aditi Mittal est classée parmi les 10 meilleurs humoristes indiens par The Times of India. CNN-IBN.com l'inclue aussi dans les 30 femmes indiennes « spirituelles, intelligentes et incroyablement drôles » à suivre sur Twitter ». Elle écrit des articles et des articles dans le magazine Grazia Men, DNA, Firstpost.com et Financial Times (Royaume-Uni, Weekend Edition),,.